# 日本特殊陶業

ブランドロゴとして使用している「NGK・NTKマーク」

日本特殊陶業株式会社（にっぽんとくしゅとうぎょう、英: Niterra Co., Ltd.）は、愛知県名古屋市東区に本社を置くスパークプラグ・セラミックス製品を製造するメーカーである。森村グループの一員であり、NGKスパークプラグのメーカーとして広く知られている。全世界で事業を展開して、海外売上比率は8割を超える。

## 概要
日本特殊陶業はかつて日本碍子（日本ガイシ、NGK）の事業部の一つであったが、森村の一業一社の思想から、スパークプラグの立ち上がりに応じて独立したものである。商標は、スパークプラグでは日本ガイシの商標である「NGKスパークプラグ」を引き続き使用しているが、それ以外では「NTKニューセラミック」を使用している。なお、旧・英文社名は「NGK SPARK PLUG CO., LTD.」であり、前者の英語表記そのままである。
スパークプラグ（世界シェア31%）、車載用酸素センサー（同36%）、超音波振動子、セラミック切削工具（同30%）の世界シェアトップのメーカーであり、MPUオーガニックパッケージ（同22%）では世界第3位（イビデン、新光電気工業に次ぐ）である。主力製品であるスパークプラグは、世界のほぼ全ての自動車メーカーに採用され供給を行っている。
また、F1等のモータースポーツにおいても、多くのチームに採用され供給を行っている。
英文社名および企業グループ名の「Niterra（ニテラ）」とはラテン語の「輝く（Niteo）」と「地球（Terra）」を掛け合わせた造語である。
コーポレートメッセージはIGNITE YOUR SPIRIT（イグナイト・ユア・スピリット／心と夢に火をつけろ。）。

## 沿革
- 1920年（大正9年） - 江副孫右衛門がチャンピオン社の工場見学をしたことがきっかけとなり研究に着手。1930年に「NG点火栓」を発売[6]。
- 1936年（昭和11年） - 日本碍子のスパークプラグ部門を分離し、日本特殊陶業設立、資本金100万円。
- 1937年（昭和12年） - NGKスパークプラグ製造開始。
- 1949年（昭和24年） - NTKニューセラミック製造開始、東京・名古屋両証券取引所に株式上場。
- 1958年（昭和33年） - セラミックバイト、チップ製造開始。銅軸入りワイドレンジプラグ発売。
- 1959年（昭和34年） - ブラジル特殊陶業設立。
- 1962年（昭和37年） - 小牧工場（愛知県）操業開始。
- 1964年（昭和39年） - ホンダとともにF1世界選手権に参戦を開始。
- 1966年（昭和41年） - 米国NGKスパークプラグ設立（販売会社）。
- 1967年（昭和42年） - セラミックICパッケージ製造開始。
- 1973年（昭和48年） - マレーシアNGKスパークプラグ設立。自動車用温度センサ製造開始。
- 1974年（昭和49年） - 日和機器設立。宮之城工場（鹿児島県）操業開始。サイアムNGKスパークプラグ（現：サイアムNiterra）設立。日特運輸設立。
- 1975年（昭和50年） - 英国NGKスパークプラグ（現：Niterra英国）設立。
- 1976年（昭和51年） - 米国NGKスパークプラグ製造設立（製造会社）。
- 1977年（昭和52年） - インドネシアNGKスパークプラグ設立。
- 1978年（昭和53年） - 米国特殊陶業設立（セラミック製造会社）。
- 1979年（昭和54年） - エクアドルNGKスパークプラグ設立。ドイツNGKスパークプラグ設立（後の欧州NGKスパークプラグ、現：Niterra EMEA）。
- 1980年（昭和55年） - オーストラリアNGKスパークプラグ設立。クイックグローシステム（QGS）製造開始。
- 1982年（昭和57年） - カナダNGKスパークプラグ（現：Niterraカナダ）設立。神岡セラミック設立。東濃セラミック設立（現：日特スパークテック東濃）。自動車用酸素センサ製造開始。
- 1984年（昭和59年） - 米国特殊陶業（現：Niterra North America）を設立（販売、製造合併）。可児セラミック設立。台湾NGKスパークプラグ（現：Niterra台湾）設立。飯島セラミック設立。
- 1985年（昭和60年） - セラミックグロープラグ製造開始。
- 1989年（平成元年） - 友進工業資本参加。セラミックセンサ設立（日本碍子と折半出資）。
- 1990年（平成2年） - ヨーロッパ特殊陶業設立（後のフランスNGKスパークプラグ、現：Niterraフランス）。欧州テクニカルセンター完成。バイオセラミックス製造開始。
- 1991年（平成3年） - スパークプラグ生産累計50億個突破。
- 1992年（平成4年） - メキシコNGKスパークプラグ（現：Niterraメキシコ）設立。
- 1993年（平成5年） - ブラジルテクニカルセンター完成。フランスNGKスパークプラグ（現：Niterraフランス）設立。中津川セラミック設立。韓国NTK工具設立（現：韓国NTKセラミック）。
- 1994年（平成6年） - 伊勢工場（三重県）操業開始。米国センサー設立。台湾NTKセラミック設立。
- 1995年（平成7年） - 米国ホールディング（現：Niterra米国ホールディング）設立。
- 1996年（平成8年） - 米国テクニカルセンター完成。
- 1997年（平成9年） - NGKイリジウムプラグ発売。小牧テクニカルセンター完成。オーガニックICパッケージ量産開始。
- 2000年（平成12年） - NGKイリジウムIXプラグ発売。
- 2001年（平成13年） - シンガポールNGKスパークプラグ設立。医療用酸素濃縮器量産開始。小牧研究棟完成。南勢セラミック設立。
- 2002年（平成14年） - 米国特殊陶業と米国センサーを製品市場別に米国特殊陶業と米国テクノロジーに再編成。中東NGKスパークプラグ設立。
- 2003年（平成15年） - 上海特殊陶業設立。ポーランドNTK設立。
- 2004年（平成16年） - 急速昇温タイプのセラミックグロープラグ量産開始。
- 2005年（平成17年） - タイNGKスパークプラグ（現：Niterraタイ）設立。生体活性骨ペースト販売開始。
- 2006年（平成18年） - インド特殊陶業（現：Niterraインド）設立。プラグ国内生産100億個達成。
- 2007年（平成19年） - 南アフリカNGKスパークプラグ（現：Niterra南アフリカ）設立。日本碍子から発行済み株式の50%を113億円で取得しセラミックセンサを完全子会社化。
- 2008年（平成20年） - フィリピンNGKスパークプラグ（現：Niterraフィリピン）設立。
- 2009年（平成21年） - 中津川セラミックを存続会社とし同社と飯島セラミック及び可児セラミックを合併、社名をNTKセラミックに変更。
- 2010年（平成22年） - フランスNGKスパークプラグを存続会社とし同社とヨーロッパ特殊陶業を合併。ポーランドNTKを解散。
- 2011年（平成23年） - 常熟特殊陶業設立。
- 2012年（平成24年） - ベトナムNGKスパークプラグ（現：Niterraベトナム）設立。名古屋市民会館の命名権を取得し「日本特殊陶業市民会館」とした。MPU用オーガニックICパッケージの生産を海外メーカーに委託。
- 2013年（平成25年） - イースタンと資本・業務提携、オーガニックICパッケージの製造を全面移管[7]。NGKスパークプラグユーラシア設立。スパークテックタイランド設立。日特電子設立、オーエンスから電子回路事業を譲り受ける。（株）東濃セラミックの社名を（株）日特スパークテック東濃に変更。民事再生手続き中のオーエンスより電子回路事業を譲り受け、日特電子（株）設立[8]。
- 2015年（平成27年） - 太平洋セメントより日本セラテック（現：NTKセラテック）の全株式を取得し完全子会社化[9]。ウェルズマニュファクチャリング（有）の事業取得。
- 2016年（平成28年） - 創立80周年を契機に、新コーポレートメッセージ「IGNITE YOUR SPIRIT（心と夢に火をつけろ）」を策定。
- 2016年（平成28年） - （株）日特製作所の社名を（株）日特スパークテックWKSに変更。（株）日本セラテックの社名を（株）NTKセラテックに変更。CS中津川（株）を設立。日本エム・ディ・エムと資本・業務提携し、持分法適用関連会社化[10]。NTKセラミック（株）設立。
- 2017年（平成29年） - スパークテックタイランド（株）の社名をアジアNGKスパークプラグ（株）に変更。
- 2018年（平成30年） - （株）シェアリングファクトリー設立。米国CAIRE社全株式取得。
- 2022年（令和4年）
  - 3月22日 - 瑞穂区高辻町14番18号から現在地に本社を移転[11]。
  - 6月 - 人工骨の生産・販売を終了[12]。
- 2023年（令和5年）
  - 4月 - 英文商号を「Niterra Co., Ltd.」（ニテラ）に、グループ名を「Niterraグループ」に変更。
  - 6月 - 4月の英文商号変更に伴い、グループ海外法人の商号を変更[13]。
  - 7月10日 - デンソーからスパークプラグ事業、排ガス用センサー事業の譲渡を受けることについて検討開始[14][15]。
- 2024年（令和6年）
  - 7月4日 - 株式会社 Niterra AQUAを設立[16][17][18]。
  - 11月28日 - 2025年に開業を予定している愛知国際アリーナ（IGアリーナ）の第1号ファウンディングパートナー契約を締結した[19][20]。（契約期間は2025年から5年間）
  - 12月2日 - 名古屋市民会館（Niterra日本特殊陶業市民会館）のネーミングライツ契約を更新した（4期目）[21]。（契約期間は2025年4月1日から2028年3月31日の3年間）
- 2025年（令和7年）6月2日 - 東芝マテリアルの全株式を取得、社名を「株式会社Niterra Materials」に変更した[22]。

## 主な商品

### 自動車関連事業
スパークプラグ
- 一般プラグ
- グリーンプラグ
- 白金プラグ
- イリジウムプラグ
- 多極プラグ
- 突き出しプラグ
- 沿面プラグ

グロープラグ
- セラミックグロープラグ
- メタルグロープラグ

自動車用センサ
- ジルコニア酸素センサ
- 二輪車用小型ジルコニア酸素センサ
- 広範囲排気温度センサ
- ノックセンサ

### テクニカルセラミックス関連事業
半導体部品
- 水晶デバイス・SAWフィルタ用パッケージ
- オーガニックICパッケージ
- ウェハーテスター用大型基板
- カメラモジュール用パッケージ
- LED照明用パッケージ
- 高周波用パッケージ

機械工具
- セラミック工具
- SSバイト
- スローアウェイドリル
- フライスカッター

その他
- バイオセラミックス
- 医療用酸素濃縮器
- 静電チャック
- 真空スイッチ容器
- ベアリング用ボール
- 誘電体共振器
- セラミックヒータ
- 超音波振動子
- 空間除菌脱臭機「澄風」[23]

## グループ会社
2015年3月末現在、子会社36社（国内9社、海外25社）と関連会社7社を有する。特記なき会社は全て株式会社である。

### 日本
- NTKセラテック - セラミックス製品、半導体・液晶製造装置の製造販売。2015年4月に子会社化。
- セラミックセンサ - 自動車用センサの製造
- 日特製作所 - スパークプラグ部品、自動車用センサ部品の製造
- 日和機器 - プラグキャップ、プラグコード等の製造　自動車用センサ部品の製造
- 神岡セラミック - グロープラグ、機械工具の製造
- NTKセラミック - セラミックICパッケージ、自動車用センサ部品の製造
- Niterra Materials（ニテラマテリアルズ） -  セラミック部材の製造
- 日特スパークテック東濃 - スパークプラグ部品の製造
- 南勢セラミック - 電子部品の製造
- 日特運輸 - 一般貨物自動車運送業
- 日特アルファサービス
- イースタン（現・SIMMTECH GRAPHICS） - 半導体パッケージ基板の製造販売
- 日特電子 - 自動車部分品および付属品の製造販売、プリント基板組立の製造販売
- 東海耐摩工具
- 早川精機工業

### 日本国外
- Niterra米国ホールディング - 米国における子会社の統括
- Niterra North America  - スパークプラグ、自動車用センサの製造販売　機械工具の販売
- Niterraブラジル有限会社 - 自動車関連、セラミック関連製品の製造販売
- Niterraフランス - スパークプラグの製造販売　自動車関連、情報通信関連、セラミック関連製品の販売
- Niterraマレーシア - スパークプラグの製造販売　自動車用センサ、情報通信関連製品の販売
- サイアムNiterra（タイ） - スパークプラグ、グロープラグの製造販売　自動車用センサの販売
- Niterraインドネシア - スパークプラグの製造販売　自動車用センサの販売
- 上海特殊陶業有限会社 - スパークプラグ、自動車用センサの製造販売　機械工具の販売
- 常熟特殊陶業有限会社（中国） - 自動車用センサの製造販売
- 友進工業（韓国） - 自動車関連製品の製造販売
- Niterraインド - スパークプラグの製造販売　自動車用センサの販売
- Niterra南アフリカ - スパークプラグの製造販売
- Niterraタイ - 自動車用センサの製造販売　自動車関連製品、セラミック関連製品の販売
- Niterraアジア（タイ） - スパークプラグの製造
- 米国テクノロジー - 情報通信関連、セラミック関連製品の販売
- Niterraカナダ - 自動車関連製品の販売
- Niterraメキシコ - 自動車関連製品の販売
- Niterra EMEA 有限会社（ドイツ） - 自動車関連、情報通信関連、セラミック関連製品の販売
- Niterra英国 - 自動車関連、情報通信関連、セラミック関連製品の販売
- Niterraオーストラリア - 自動車関連、セラミック関連製品の販売
- Niterra中東（UAE） - スパークプラグの販売
- Niterra台湾 - 自動車関連製品の販売
- Niterraフィリピン - スパークプラグの販売
- Niterraベトナム有限会社 - 自動車関連製品の販売

## 代理店
上場している代理店としては、SPK株式会社がある。